# 艦隊海兵軍 (アメリカ軍)
艦隊海兵軍（Fleet Marine Forces, FMF）は、アメリカ海軍およびアメリカ海兵隊の部隊組織。1994年7月以降、太平洋海兵隊および大西洋海兵隊（現在の海兵隊総軍）と実質的に統合されて、用語としてはほぼ用いられなくなった。しかし2010年代末になると、海軍と海兵隊の連携強化の一環として、FMFが再び重視されることになった。

## 来歴
1933年、艦隊司令官の作戦統制を受ける海兵隊部隊としてFMFが設立された。これは陸軍から海兵隊の吸収・廃止が提案されて組織存続の危機に直面したことを契機として、海兵隊ならではの作戦能力が重視されるようになったことに伴うもので、島嶼部などに前方展開した海軍基地の「防衛」に加えて「確保」をも任務としていた。FMFの編成により、取り組みの統一、作戦上の柔軟性、および海上ドメインを通じての海軍と海兵隊の能力の統合的適用が実現した。
その後、1986年にゴールドウォーター＝ニコルズ法が成立すると、FMFの大部分が艦隊の作戦統制から外された。そのかわり、統合軍の中に海軍と海兵隊の別々の構成部隊が編成されたことで、長年にわたる海軍と海兵隊の関係に混乱がもたらされ、海軍士官と海兵隊将校は、それぞれの作戦上の責任が関連するものではなく別個のものとして捉える傾向が強くなった。1994年7月には、太平洋・大西洋の各FMFは、それぞれ太平洋・大西洋海兵隊（MarFor）と実質的に統合されて、用語としてはほぼ用いられなくなった。その後、2019年にアメリカ海兵隊総司令官に就任したバーガー大将は、海軍と海兵隊の連携強化の一環として、FMFを再び重視していくことを表明した。

## 編制
現在、太平洋艦隊海兵軍（FMFPac）と大西洋艦隊海兵軍（FMFLant）の2個FMFが設置されている。これらのFMFは、洋上展開した海兵空地任務部隊（MAGTF）に対して部隊管理上の指揮を行なうための組織であり、海軍の組織上、タイプ・コマンドとして扱われている。
海兵隊の戦闘部隊（MarFor）は、通常、作戦統制と部隊管理の両面で、海兵隊の3つの主要司令部（太平洋海兵隊、海兵隊総軍、予備役集団）のいずれかの指揮下にある。しかし、海軍の揚陸艦に乗艦し、洋上展開する場合、部隊は海兵隊主要司令部の指揮下を離れ、作戦統制では海軍艦隊司令官、部隊管理では艦隊海兵軍の指揮を受けることとなる。例えば、第31海兵隊遠征隊は通常、第3海兵遠征軍を介して太平洋海兵隊の指揮下にある。しかし、これが第7艦隊の両用戦任務部隊である第76任務部隊に乗艦した場合、海軍第79任務部隊として、作戦統制上は第7艦隊司令官、部隊管理上は太平洋艦隊海兵軍の指揮を受けることとなるのである。

### 太平洋艦隊海兵軍
太平洋艦隊海兵軍 (FMFPac) は、太平洋艦隊（PacFlt）の第3・第7艦隊、および中央海軍（NavCent）の第5艦隊に配属された海兵隊部隊の部隊管理を担当している。このような担当範囲であることから、太平洋艦隊海兵軍の管理部隊は、陸上ではアメリカ太平洋海兵隊（MarForPac）の隷下にある第1海兵遠征軍または第3海兵遠征軍の所属部隊となっている。
なお、太平洋艦隊海兵軍司令官は太平洋海兵隊（MarForPac）司令官が兼任する形となっており、司令部も同じくハワイ州キャンプ・スミスに所在している。

### 大西洋艦隊海兵軍
大西洋艦隊海兵軍 (FMFLant) は、艦隊総軍（FltForCom）の第2艦隊、南方海軍（NavSo）の第4艦隊、欧州海軍（NavEur）の第6艦隊に配属された海兵隊部隊を管理している。このような担当範囲であることから、大西洋艦隊海兵軍の管理部隊は、陸上ではアメリカ海兵隊総軍（MarForCom）の隷下にある第2海兵遠征軍の所属部隊となっている。
なお、大西洋艦隊海兵軍司令官は海兵隊総軍（MarForCom）の司令官が兼任する形となっており、司令部も同じくバージニア州ノーフォーク海軍基地に所在している。